# Comuna Jmiivka, Ivankiv
Jmiivka (în ucraineană Жміївка) este o comună în raionul Ivankiv, regiunea Kiev, Ucraina, formată din satele Jmiivka (reședința) și Verholissea.

## Demografie
Componența lingvistică a comunei Jmiivka
     Ucraineană (95,33%)
     Rusă (2,33%)
     Alte limbi (1,8%)
Conform recensământului din 2001, majoritatea populației comunei Jmiivka era vorbitoare de ucraineană (95,33%), existând în minoritate și vorbitori de rusă (2,33%).